# Pitulník
Pitulník (Galeobdolon) je rod vytrvalých, žlutě kvetoucích bylin z čeledi hluchavkovitých. Areál rodu zahrnuje Evropu (mimo její nejsevernější a nejjižnější oblasti), Malou Asií a podhůří Kavkazu. Rod vznikl poměrně nedávno vyčleněním z rodu hluchavka, od kterého se mj. odlišuje těmito morfologickými znaky:
- Pitulník má květy žluté, spodní pysk koruny má postranní cípy jen o málo menší než střední a horní pysk je pouze silně vyklenutý.
- Hluchavka má květy bílé nebo nachové, spodní pysk koruny má postranní cípy zakrnělé a horní pysk je výrazně přilbovitý.[2][3]

## Popis
Vytrvalá rostlina s krátkým vodorovným oddenkem, ze kterého rostou duté, čtyřhranné, vystoupavé nebo přímé, nejčastěji nevětvené a někdy chlupaté lodyhy. Křižmostojné listy jsou dlouze stopkaté a čepele mají na bázi srdčité a po obvodě zubaté. V horní části lodyhy přecházejí listy v drobnější listeny podobného tvaru. Z oddenku rostou plazivé kořenící odnože, které přečkávají zimu a slouží k rozmnožování rostliny.
Z úžlabí listenů vyrůstají v lichopřeslenech oboupohlavné květy. Trubkovitě zvonkovitý kalich je zvenku chlupatý, jeho pět zelených zubů je trojúhelníkovitě kopinatého tvaru a jsou zakončeny osinkou. Žlutá dvoupyská koruna s trubkou má vně chlupatý klenutý horní pysk a hnědě skvrnitý trojcípý dolní pysk s menšími postranními cípy. Dvě přední tyčinky jsou delší než dvě zadní a nesou tmavě hnědé a lysé prašníky. Svrchní semeník srostlý ze dvou plodolistů má jednu čnělku. Květ má žlázky s nektarem.
Plody jsou čtyři černé vejčité tvrdky s přívěšky. Základní chromozomové číslo rodu je n = 9.

## Taxonomie
Rod pitulník se vyskytuje ve čtyřech nebo pěti druzích:
- pitulník žlutý (Galeobdolon luteum)
- pitulník žlutavý (Galeobdolon flavidum)
- pitulník Endtmannův (Galeobdolon endtmannii)
- pitulník horský (Galeobdolon montanum)
- pitulník postříbřený (Galeobdolon argentatum)

Prvé tři druhy jsou diploiní 2n = 18, další dva tetraploidní 2n = 36.
Za původní druhy se považují pitulník žlutý a pitulník žlutavý, pitulník horský vznikl v minulosti pravděpodobně jejich křížením. Pitulník postříbřený je znám pouze z kultury jako okrasný typ, který rychle zplaňuje; jeho původ je nejasný, poprvé byl popsán z území ČR. U pitulníku Endtmannovova se studiem došlo k poznání, že značná část původně zjištěných údajů je nesprávná a část odborníků si myslí, že tento taxon je neudržitelný.

## Význam
Pitulník dokáže rychle vytvořit na vlhkých a stinných místech s výživnou vlhkou půdou rozsáhlé porosty. Pokud se používá jako půdokryvná rostlina, může za příhodných podmínek již za dva roky po vysazení určené místo zcela pokrýt.